# إميليانو غوميز (لاعب كرة قدم)
إميليانو غوميز (بالإسبانية: Emiliano Gómez) هو لاعب كرة قدم أوروغواياني، ولد في 18 سبتمبر 2001 في ريفيرا في الأوروغواي. شارك مع منتخب أوروغواي تحت 20 سنة لكرة القدم. أما مع النوادي، فقد لعب مع ديفينسور سبورتينغ.

## وصلات خارجية
- إميليانو غوميز على موقع قاعدة بيانات كرة القدم.إي يو (الإنجليزية)
- إميليانو غوميز على موقع Soccerway.com (الإنجليزية)